# Costulostega alisonae
Costulostega alisonae is een mosdiertjessoort uit de familie van de Chorizoporidae. De wetenschappelijke naam van de soort is voor het eerst geldig gepubliceerd in 2006 door Tilbrook.